# Hugh Porter
Hugh Porter, né le 24 janvier 1940 à Wolverhampton, est un coureur cycliste anglais. Spécialiste de la poursuite, il a été quatre fois champion du monde de cette discipline entre 1968 et 1973. Il a été fait membre de l'Empire britannique (MBE) et introduit au British Cycling Hall of Fame en 2009. Il est commentateur de compétitions cyclistes sur la BBC.
Il a participé au Tour de France 1968

## Palmarès sur piste

### Championnats du monde
- 1963
  -  Médaillé de bronze de la poursuite amateurs
- 1967
  -  Médaillé d'argent de la poursuite
- 1968
  -  Champion du monde de poursuite
- 1969
  -  Médaillé d'argent de la poursuite
- 1970
  -  Champion du monde de poursuite
- 1971
  -  Médaillé de bronze de la poursuite
- 1972
  -  Champion du monde de poursuite
- 1973
  -  Champion du monde de poursuite

### Jeux du Commonwealth
- 1966
  -  Médaillé d'or de la poursuite

### Championnats nationaux
- Champion de Grande-Bretagne de poursuite amateurs en 1963, 1964 et 1965
- Champion de Grande-Bretagne de poursuite en 1968 et 1969

## Palmarès sur route
| - 1959 - Severn Valley Grand Prix - 1960 - North Wolverhampton Road Race - 1961 - Coventry Two Day - Wolverhampton Three Day - Severn Valley Grand Prix - Chelford Road Race - John Parkinson Memorial - 1962 - Blackhills Summer Road Race - Coventry RC Two Day - 1964 - Brereton Wheelers 25 Time Trial - Woodbank Trophy - 1965 - Brighton to London - Frank Tidmarsh Memorial - Weston-super-Mare Grand Prix - 1966 - Star Trophy Road Series - Grand Prix of Essex - Circuit of Ashurst - Archer Grand Prix - Severn Valley Grand Prix - 5e étape de la Milk Race | - 1968 - 3e étape des Bournemouth 3-Days - 3e et 6e étapes du Tour of the West - 2e étape du Weston Weekend - 1969 - Tom Simpson Memorial - Solihull Grand Prix - 1970 - 2e étape du Tour of Falcon - 1971 - 5e étape du GP Wills - 1975 - GP Lindsey - 1976 - Tom Simpson Memorial |  |